# Norminha (álbum)
Norminha é o primeiro álbum do humorista brasileiro Jô Soares. Trata-se de um álbum de comédia, com canções humoradas onde Jô Soares canta como se fosse o seu personagem do programa Faça Humor, Não Faça Guerra. Foi lançado em formato LP em 1972 pela gravadora Som Livre.
Trata-se de um álbum raro, que por isso já foi vendido por R$ 250 em sebos. Destaca-se neste álbum a canção "Um Croquete", versão feita por Jô Soares para a música "One Meat Ball", que foi sucesso na voz de Josh White.

## Faixas
| N.º | Título                          | Compositor(es)                            | Duração |  |
| 1.  | "Vampira Banguela"              | Marcos César                              |         |  |
| 2.  | "Beijoca da Norminha"           | Jô Soares / Guio de Morais                |         |  |
| 3.  | "Fan"                           | Jô Soares                                 |         |  |
| 4.  | "Stop The World"                | Jô Soares                                 |         |  |
| 5.  | "Slick Lack Lack"               | Guio de Morais / Haroldo Barbosa          |         |  |
| 6.  | "Protofonia do Índio"           | Jô Soares / Guio de Morais                |         |  |
| 7.  | "Irajá"                         | Jô Soares                                 |         |  |
| 8.  | "Gatinha"                       | Jô Soares / Guio de Morais                |         |  |
| 9.  | "Baby-ô"                        | Jô Soares / Guio de Morais                |         |  |
| 10. | "Um Croquete ("One Meat Ball")" | Hy Zaret / Lou Singer (versão: Jô Soares) |         |  |
| 11. | "Splash Olha o Flash"           | Jô Soares / Guio de Morais                |         |  |
| 12. | "O Dodge do Irajá"              | Jô Soares / Marcos César                  |         |  |